# Агоніст рецепторів глюкагону
Агоністи рецепторів глюкагону — це клас ліків, що розробляються для лікування ожиріння, неалкогольної жирової хвороби печінки та вродженого гіперінсулінізму.

## Контекст
Глюкагон — це гормон, який загалом протидіє дії інсуліну. Він підвищує рівень глюкози в крові, стимулюючи утворення глюкози в печінці через глікогеноліз (розпад глікогену) і глюконеогенез (синтез глюкози з невуглеводних джерел). Глюкагон також стимулює розщеплення ліпідів і амінокислот і утворення кетонів. У здорових людей низька доза екзогенного глюкагону збільшує витрати енергії та зменшує споживання енергії, не викликаючи гіперглікемії. Рівень глюкагону часто підвищується при діабеті 2-го типу. Антагоністи рецепторів глюкагону були розроблені для лікування цього захворювання, але жоден з них не був схвалений через безпеку та несприятливі ефекти (станом на квітень 2025 р.).

## Терапевтичне використання
«Рятівний» глюкагон був кращим методом лікування гіпоглікемічних шоків при інсулінозалежному діабеті з 1960-х років, але його використання обмежене недостатньою стабільністю. У XXI столітті розробка ліків була зосереджена на створенні більш стабільних версій, деякі з яких не потребують ін'єкції.
Агоніст глюкагонового рецептора HM15136 проходить клінічні випробування для лікування вродженого гіперінсулінізму.
На відміну від схвалених препаратів для схуднення, агоністи рецепторів глюкагону збільшують витрати енергії.

### Комбінована терапія
Очікується, що комбінації агоністів рецептору глюкагону з іншими аналогами інкретинів, такими як агоністи рецепторів GLP-1 та/або агоністи рецепторів GIP, забезпечать посилене зниження ваги та метаболічні покращення з меншою кількістю несприятливих ефектів. Комбіновані агоністи GLP-1 / рецептора глюкагону забезпечують термогенні переваги активації глюкагону, майже усуваючи гіперглікемію, спричинену активацією рецептора глюкагону. 
Маздутид - перший представник цього класу ліків, який успішно пройшов клінічні випробування ІІІ фази у КНР станом на 2025 рік.
Глюкагон також є тканинно-селективним механізмом доставки маломолекулярних ліків. Кон'югат глюкагон-Т3 у мишей забезпечує значні метаболічні переваги з меншою токсичністю, ніж глюкагон або Т3.

## Несприятливі ефекти
Гіперглікемія є одним із основних несприятливих ефектів, пов'язаних з активацією рецепторів глюкагону. Хоча рецептори глюкагону найпоширеніші в печінці, вони також з'являються в інших органах, включаючи серце. Агоністи рецепторів глюкагону можуть збільшити частоту серцевих скорочень, хоча серцеві ризики можуть бути зменшені більшою кількістю тканинно-селективних агоністів з переважною дією у печінці.